# Џејмс Њуман
Џејмс Ричард Њуман (енгл. James Richard Newman; Северни Јоркшир, 19. октобар 1985) британски је певач и текстописац.

## Каријера
Џејмс и Џон Њуман још као деца почели су да пишу и праве музику. У својим двадесетим годинама, већ се истакао као текстописац и композитор са песмом из 2013. године Rudimental-а "Waiting All Night". Њуман је за ту песму добио Брит награду "Brit Award for British Single of the Year".
Џејмс је заједно са својим братом Џоном Њуманом и Калвином Харисом написао песму „Blame“, са Џоновим вокалом. Песма постајемеђународни хит, заузела је прво место на британској листи синглова, поред тога што је достигла врхове топ листа у Шкотској, Холандији, Шведској, Норвешкој, Финској и Мексику.
Дана 19. фебруара 2021, објављено је да је Њумен поново изабран да представља Уједињено Краљевство на Песми Евровизије 2021 године. Међутим, песма је добила нула бодова у финалу Евровизије и од жирија и од гласова публике, те је завршила на последњем месту.

## Лични живот
Џејмс Њуман је рођен у Сетлу у Јоркшир Дејлсу. Када је Њумен имао једанаест година, његов отац је напустио породицу, остављајући мајку Џеки да се сама брине о Џејмсу и његовом млађем брату Џону Њуману, радећи као рецепционер. Џон је касније постао познати певач, текстописац, музичар и продуцент.

## Дискографија

### Синглови
| Назив                            | Година |
| -------------------------------- | ------ |
| "If You're Not Going to Love Me" | 2016   |
| "My Last Breath"                 | 2020   |
| "Enough"                         | 2020   |
| "Better Man"                     | 2020   |
| "Alone"                          | 2020   |
| "Embers"                         | 2021   |

### Заслуге за писање песама
| Година | Извођач              | Песма                           |
| ------ | -------------------- | ------------------------------- |
| 2013   | Rudimental           | "Waiting All Night"             |
| 2014   | Calvin Harris        | "Blame"                         |
| 2014   | Gorgon City          | "Try Me Out"                    |
| 2014   | Union J              | "Get It Right"                  |
| 2015   | Arno Cost            | "Coming Home"                   |
| 2015   | Jess Glynne          | "It Ain't Right"                |
| 2015   | Jess Glynne          | "No Rights, No Wrongs"          |
| 2015   | Little Mix           | "Love Me Like You"              |
| 2015   | Rudimental           | "Lay It All on Me"              |
| 2015   | Rudimental           | "Too Cool"                      |
| 2015   | Rudimental           | "All That Love"                 |
| 2015   | Foxes                | "Amazing"                       |
| 2016   | Diztortion           | "I'll Be There"                 |
| 2016   | Netsky               | "High Alert"                    |
| 2016   | Matoma               | "False Alarm"                   |
| 2016   | Havana Brown         | "Like Lightning"                |
| 2016   | Kaiser Chiefs        | "Why Do You Do It to Me?"       |
| 2016   | Olly Murs            | "Read My Mind"                  |
| 2017   | Digital Farm Animals | "Digital Love"                  |
| 2017   | Brendan Murray       | "Dying to Try"                  |
| 2017   | Kesha                | "Let Em Talk"                   |
| 2017   | Daya                 | "New"                           |
| 2017   | Jessie Ware          | "First Time"                    |
| 2017   | Guy Sebastian        | "Keep Me Coming Back"           |
| 2017   | Alexandru            | "Sellotape"                     |
| 2018   | Don Diablo           | "Head Up"                       |
| 2018   | John Newman          | "Fire in Me"                    |
| 2018   | Toni Braxton         | "Coping"                        |
| 2018   | The Shires           | "Stay the Night"                |
| 2018   | Armin van Buuren     | "Therapy"                       |
| 2018   | Dan Caplen           | "Trouble"                       |
| 2018   | Jess Glynne          | "All I Am"                      |
| 2018   | Matoma               | "Lights Go Down"                |
| 2018   | Sigala               | "All for Love"                  |
| 2018   | Jess Glynne          | "1, 2, 3"                       |
| 2018   | Olly Murs            | "Footsteps"                     |
| 2018   | Zayn                 | "Talk to Me"                    |
| 2019   | Lost Kings           | "Don't Kill My High"            |
| 2019   | Backstreet Boys      | "Chateau"                       |
| 2019   | Backstreet Boys      | "OK"                            |
| 2019   | Stephen Puth         | "Half Gone"                     |
| 2019   | Louis Tomlinson      | "Don't Let It Break Your Heart" |